# ویاندن (کانتون)
ایالت ویاندن (به لاتین: Vianden Canton) کانتونی در کشور لوکزامبورگ است که در Diekirch District واقع شده‌است.

## خصوصیات
ویاندن ۷۸٫۵۲ کیلومترمربع مساحت و ۳٬۶۴۵ نفر جمعیت دارد.